# Inocente Carreño

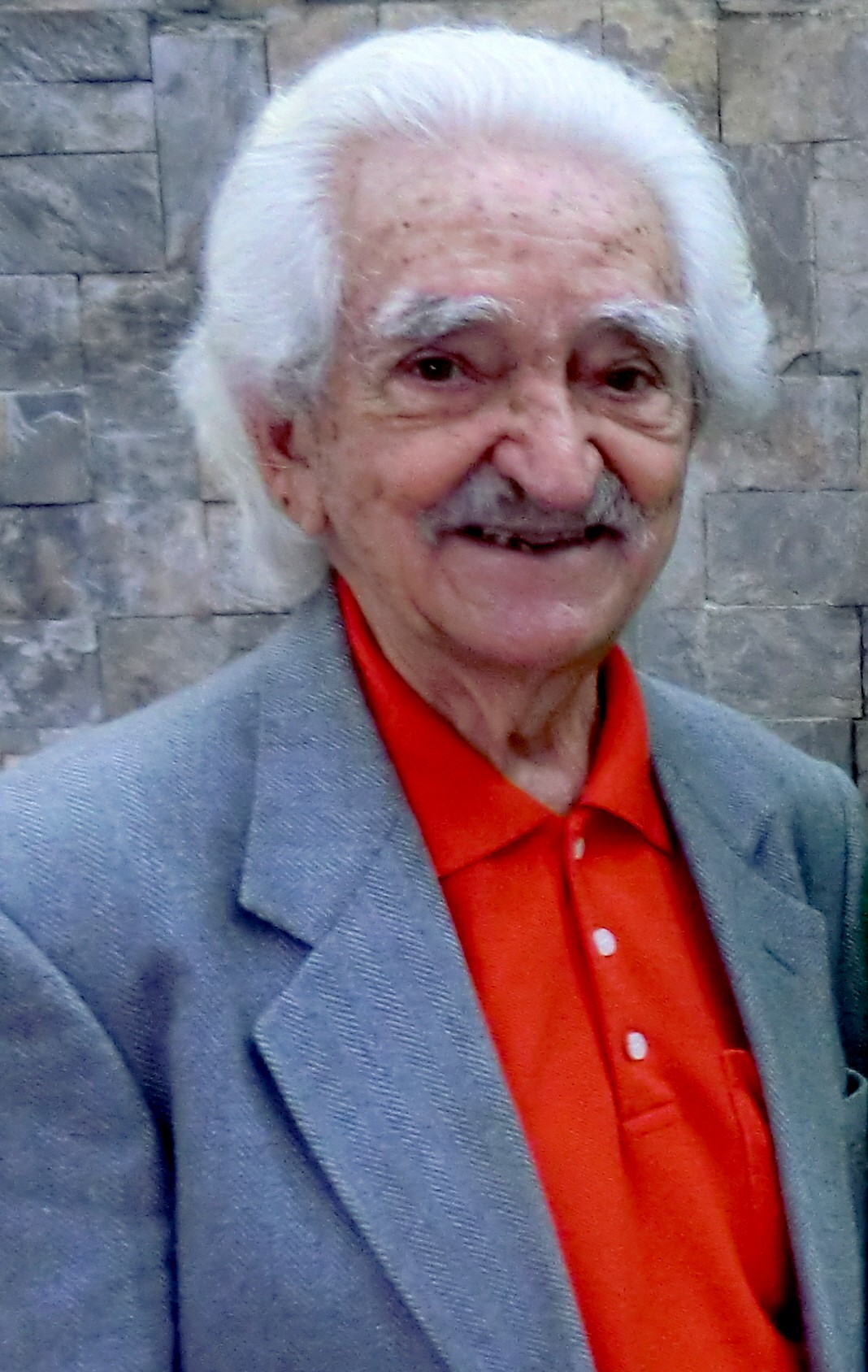
Inocente Carreño im Jahr 2012

Inocente Carreño (* 28. Dezember 1919 in Porlamar auf der Isla Margarita; † 29. Juni 2016, ebenda) war ein venezolanischer Komponist und Musikpädagoge.

## Leben und Wirken
Carreño erhielt seine erste musikalische Ausbildung durch Lino Gutiérrez, dessen Band er im Alter von neun Jahren erstmals erlebte. 1932 folgte er seinem Bruder Francisco nach Caracas, wo er an der Escuela de Música y Declamción bei Vicente Emilio Sojo studierte. Bei Federico Williams erlernte er das  Trompetenspiel und wurde Sänger im Orfeón Lamas und Trompeter im Orquestra Sinfónica de Venezuela.
Nach der Erlangung seines Diploms 1946 unterrichtete er an verschiedenen Musikschulen. 1970 gründete er die Schule Prudencio Esaá, 1989 und wurde zum Direktor der Escuela Superior de Música de Caracas ernannt.
Nachdem er in seiner frühen Zeit vor allem populäre Tänze wie Joropos, Merengues, Walzer, Rumbas, Tangos und Boleros komponiert hatte, wandte er sich später den großen klassischen Formen zu. Es entstanden u. a. vier sinfonische Ouvertüren, eine Suite für Streichorchester, eine Sinfonia Satirica, mehrere sinfonische Dichtungen (darunter die berühmte Margariteña von 1954), kammermusikalische Werke, zwei Suiten für Gitarre, Walzer für Klavier und Lieder mit Orchesterbegleitung.